# Pedicularis olgae
Pedicularis olgae är en snyltrotsväxtart som beskrevs av Eduard August von Regel. Pedicularis olgae ingår i släktet spiror, och familjen snyltrotsväxter. Inga underarter finns listade i Catalogue of Life.